# マンシュ県
マンシュ県（Manche）は、フランスのノルマンディー地域圏の県である。

## 地理

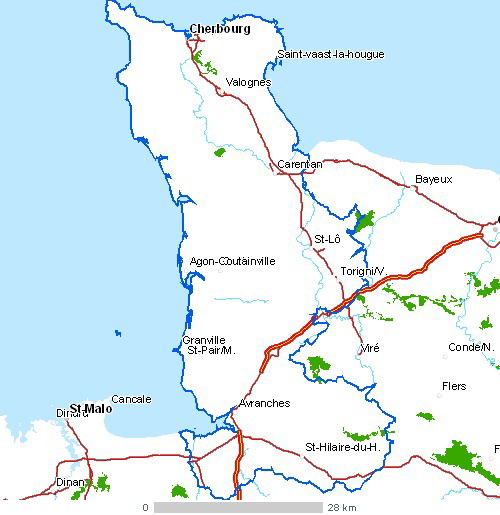
マンシュ県の地図

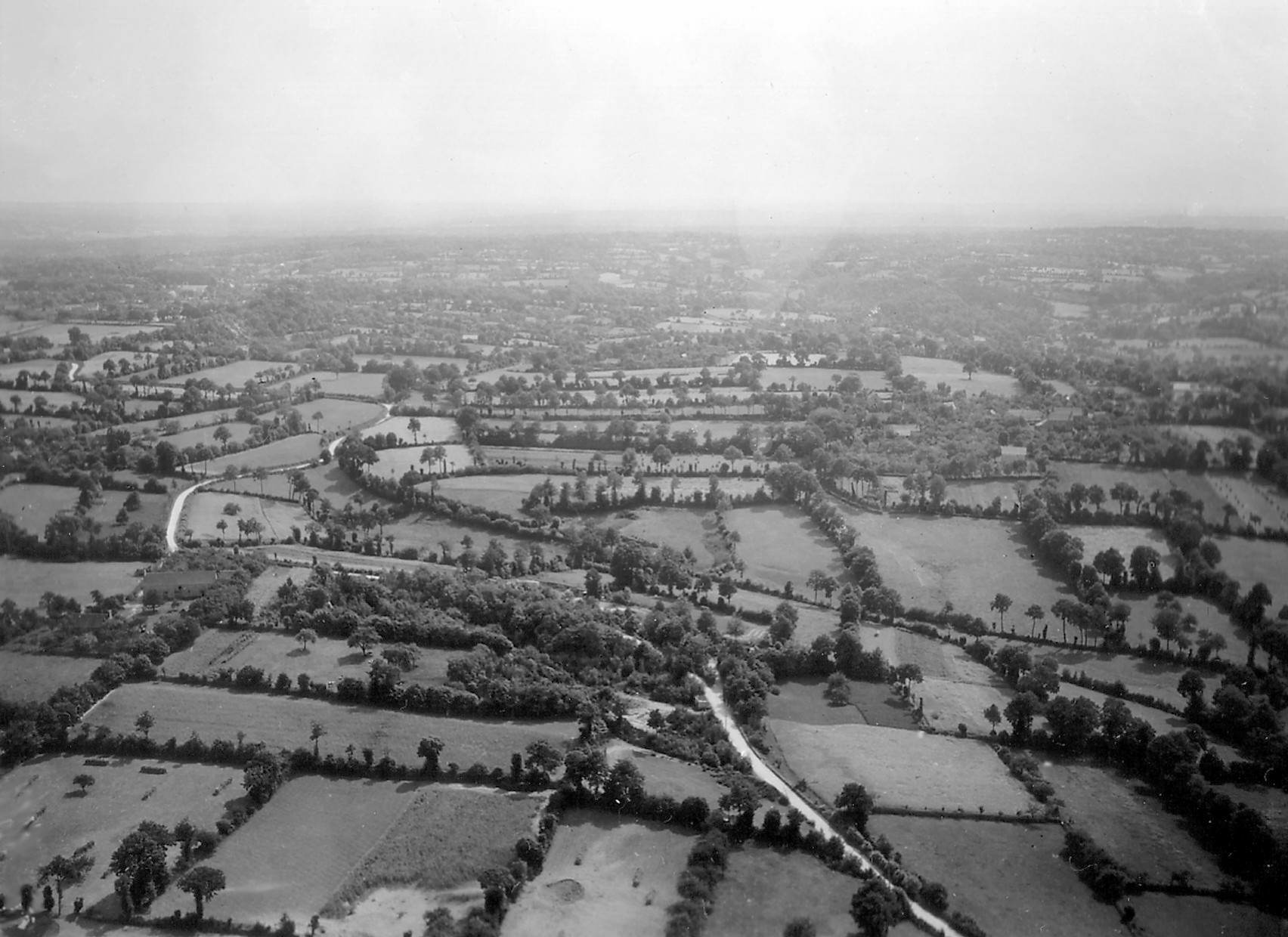
第二次世界大戦中に撮影された、コタンタン半島のボカージュ

マンシュ県は、カルヴァドス県、オルヌ県、マイエンヌ県、イル＝エ＝ヴィレーヌ県と接している。コタンタン半島を含み、西部、北部、北東部はイギリス海峡（フランス語名：マンシュ海峡）に面し、海岸線は約350kmである。
地勢学上、マンシュ県はアルモリカ山塊とつながっている。イギリス海峡によって土壌が分断されており、本質的にはノルマンのボカージュ（小さな森林や牧場、農地のある混合農地）に統一されている。北西から南東には、アーグ岬、セール谷地方、ヴァロネのボカージュ、平野、クタンス地方、サン＝ロワ地方、アヴランサン地方がある。
人口の多数が農業に従事する。サン＝ロー地方やシェルブール以外では、小さな都市や大きな市場町が網目状に連なっている。

## 由来
1790年2月26日、憲法制定国民議会が、17世紀半ば以降既に名前が確定されていたマンシュ海峡にちなんで県名を決定した。マンシュ（manche）は一般名詞では「袖」を意味する。

## 歴史
マンシュ県一帯に最初に定住したのはケルト系のウネレス族とアブリンカテス族であった。この地域は、ウィリドリクスの軍と戦っていたローマ軍に征服された（紀元前56年）。867年にはブルターニュの王国の一部となり、933年にノルマン人が一帯を征服した。1204年、フィリップ2世軍が侵攻し、アングロ・ノルマン諸島（現在のチャンネル諸島）を除いた一帯をフランスへ併合した。将来マンシュ県となる一帯は、ガリア人の王国であるコタンタンとアヴランサンに二分されていた。

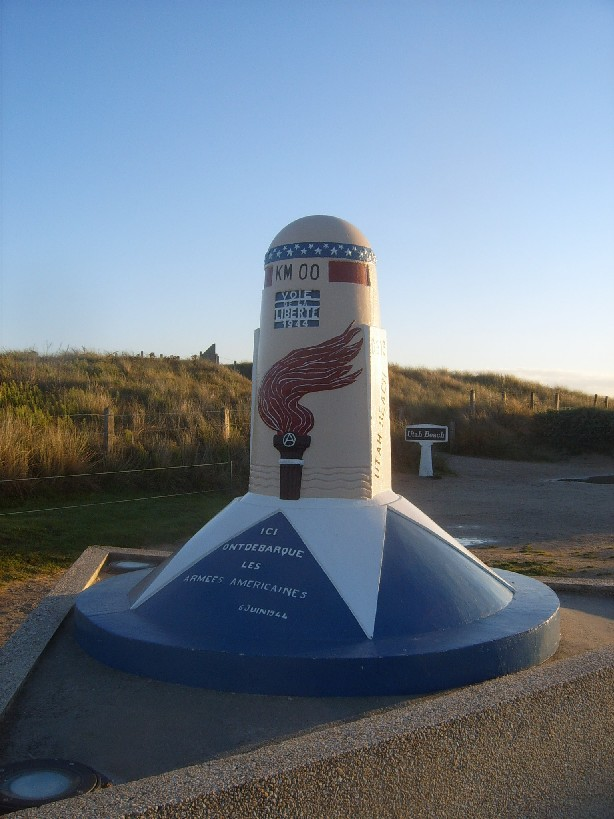
ユタ・ビーチにある、アメリカ軍による解放記念日を記念した境界標

アンシャン・レジーム時代のマンシュ県は、数々の戦争や反乱の舞台となった（百年戦争、公益同盟(fr)、ユグノー戦争、ヴァ＝ニュ＝ピエ反乱(en)、1793年ヴァンデ反乱時のグランヴィル包囲）。仏英間の18世紀の敵対関係が、2つの港の発展をもたらした。軍事基地の置かれたシェルブール、海賊の本拠地であったグランヴィルである。
マンシュ県は1790年3月4日、かつてのノルマンディー州の一部とカーン行政区（fr）を元として生まれた。県庁所在地は最初クタンスに置かれたが、1796年にサン＝ローへ移された（郡庁所在地は変わらずにクタンスに置かれた）。クタンスは、第二次世界大戦で都市機能を破壊されたサン＝ローに代わり、サン＝ローの再建が完了するまで一時的に県庁所在地となった。1956年、マンシュ県はバス＝ノルマンディー地域圏へ行政上統合された。
19世紀にマンシュ県で産業革命が始まったが、県は農業県としての特性を維持し続けた。製鉄業の発展、そして農産品の生産と輸出が県の主幹産業となった。
ドイツ軍は、1940年以降大西洋の壁を建設してイギリス海峡沿岸の防衛を強化した。1944年6月のノルマンディー上陸作戦が、コタンタン半島東岸のユタ・ビーチにおいて行われた（コブラ作戦）。このように第二次世界大戦の激戦区であったマンシュ県の数多くのコミューンは、市街の80%から90%が破壊された（県庁所在地であったサン＝ローは、"廃墟の都"と呼ばれた）。1945年から1960年の間、人口の回復と急速な都市再建が進んだ。

## 気候
県の三方を海に囲まれているため、マンシュ県は海洋性気候である。冬は温暖で、アーグ岬へ面したボカージュの1月の平均気温は4℃から7℃あり、霜が降りるのは希である。夏の気温も約17℃と過ごしやすい。従って沿岸での霜の時期は6日を超えない。サン＝ローやモルテネでは54日間と厳しい。1日の気温の振り幅は、冬期の沿岸で4℃なのに対し内陸では7℃、夏期の沿岸で5℃なのに対し内陸で12℃である。
降雨量は重要であるが、地方によって多種多様である（年間平均で、1mm以上の雨が120日から160日降る）。沿岸では700mmなのに対し南部のボカージュでは1200mmとなり、しばしば霧雨となる。
コタンタン半島西岸と北岸は、海からの湿った空気の恵みがもたらされる。日照量が地中海や熱帯より劣るのに、ミモザ、ヤシノキ、リュウゼツランといった植物の植生が見られるのである。
海風は、一日の間に素早く変わる潮目に影響され、定期的に沿岸部に吹き付ける。強風または嵐は珍しくない。

## 経済
マンシュ県はフランス第一位の農業県である。主として畜産（ウシ、ヒツジ）、果物（リンゴ）、野菜（ニンジン、リーキ、カリフラワー）が挙げられる。シェルブール＝オクトヴィルは重要な港である（漁業、リゾート、海上交通、軍事、造船業）。原子力産業も重要である。マンシュ経済は、海水浴や季節観光といった観光業にも依存している。

## 語彙
- マンシュ（服飾）

フランス語で一般名詞としてのマンシュmancheは「袖」を指す。転じて、袖カバーのことをもマンシュと呼ぶ。

## 統計
1801年には県人口が約53万人、19世紀半ばには約60万人に達した。しかし1871年には約54万人、1891年には約51万人となった。これは、死亡率が出生率を上回ったこと、農民の逃亡が原因であった。
1968年には約45万人となり、1999年には48万人に達した。その後年約0.24%の伸びのまま停滞し、2007年には約489,500人であった。これは高齢化が原因と分析されている。若者が職を求めて県外へ出るため、人口の転出入バランスと、年代別の人口バランスが崩れている。人口1万人を超える都市のスプロール現象のため、農村部や特に沿岸部のコミューンはその人口を失っている。アヴランサン地方やクタンス地方は、モルテネやコタンタン半島に比べると人口バランスが堅調である。住宅の不足及び経済問題は、シェルブール都市共同体の中での転出を生み出している。
| 1968年  | 1975年  | 1982年  | 1990年  | 1999年  | 2006年  | 2011年  |
| ------- | ------- | ------- | ------- | ------- | ------- | ------- |
| 451,939 | 451,662 | 465,948 | 479,636 | 481,471 | 4925,65 | 499,531 |

参照元:SPLAF et INSEE pour les années 2006 et 2007

### 主なコミューン
| コミューン                     | 人口 2007 | 変遷 2007/1999 | コミューン     | 人口 2007 | 変遷 2007/1999 |
| ------------------------------ | --------- | -------------- | -------------- | --------- | -------------- |
| シェルブール＝オクトヴィル     | 40,287    | 4.7 %          | アヴランシュ   | 8,226     | -3.3 %         |
| サン＝ロー                     | 19,319    | -3.8 %         | ヴァローニュ   | 7,234     | -4 %           |
| エクールドルヴィル＝アヌヴィル | 17,568    | -3.2 %         | カランタン     | 6,096     | -4.3 %         |
| トゥールラヴィル               | 16,591    | -5.5 %         | クルクヴィル   | 5,510     | 7.1 %          |
| グランヴィル (マンシュ県)      | 13,099    | 3.2 %          | ラ・グラスリー | 5,190     | -3.9 %         |
| クタンス                       | 9,482     | -0.7 %         |                |           |                |
| Source : Insee                 |           |                |                |           |                |

## 宗教

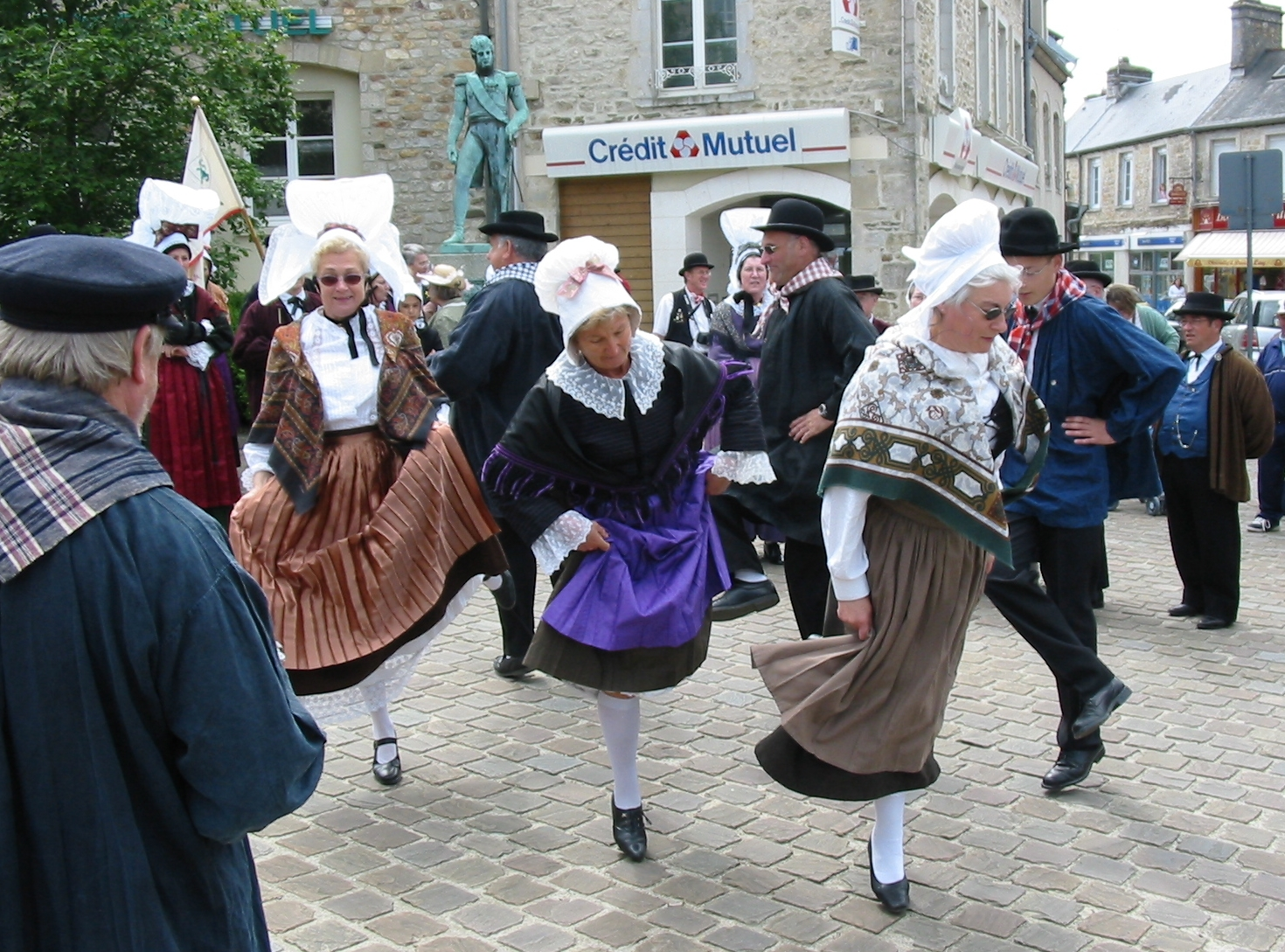
ブリクベックで、伝統衣装を身につけた人々

カトリック教会のクタンス司教座が置かれている。モン・サン・ミッシェルは有名な巡礼地である。また県内には数多くの修道院が存在する。
カトリック教徒が県内で多数を占める。2006年の調査では、マンシュ県民の75%以上がカトリック教徒であった。イスラム教徒人口は1%に満たない。マンシュ県のプロテスタントはカーンの長老会議に属している。

## 観光

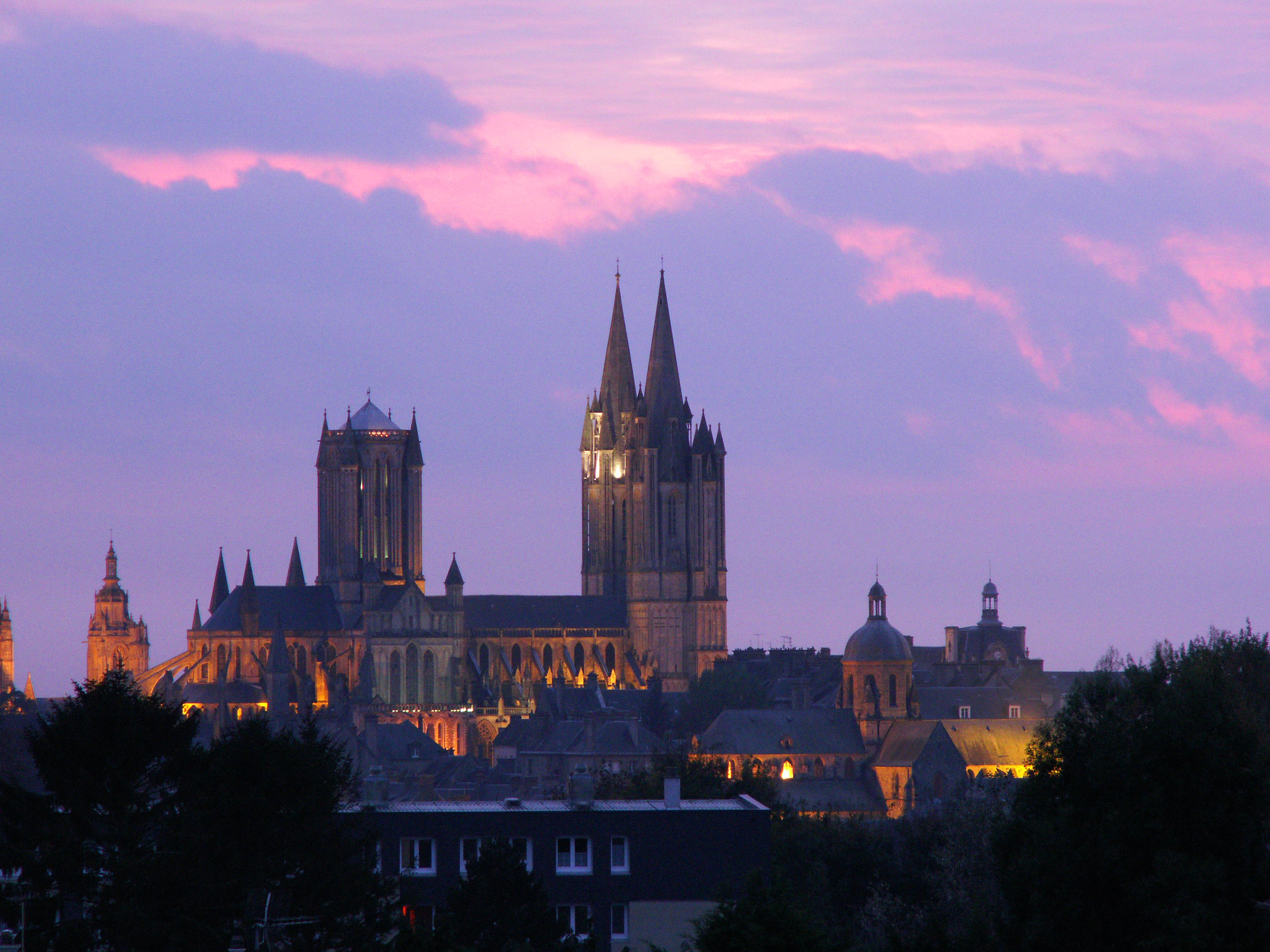
ノートルダム・ド・クタンス聖堂
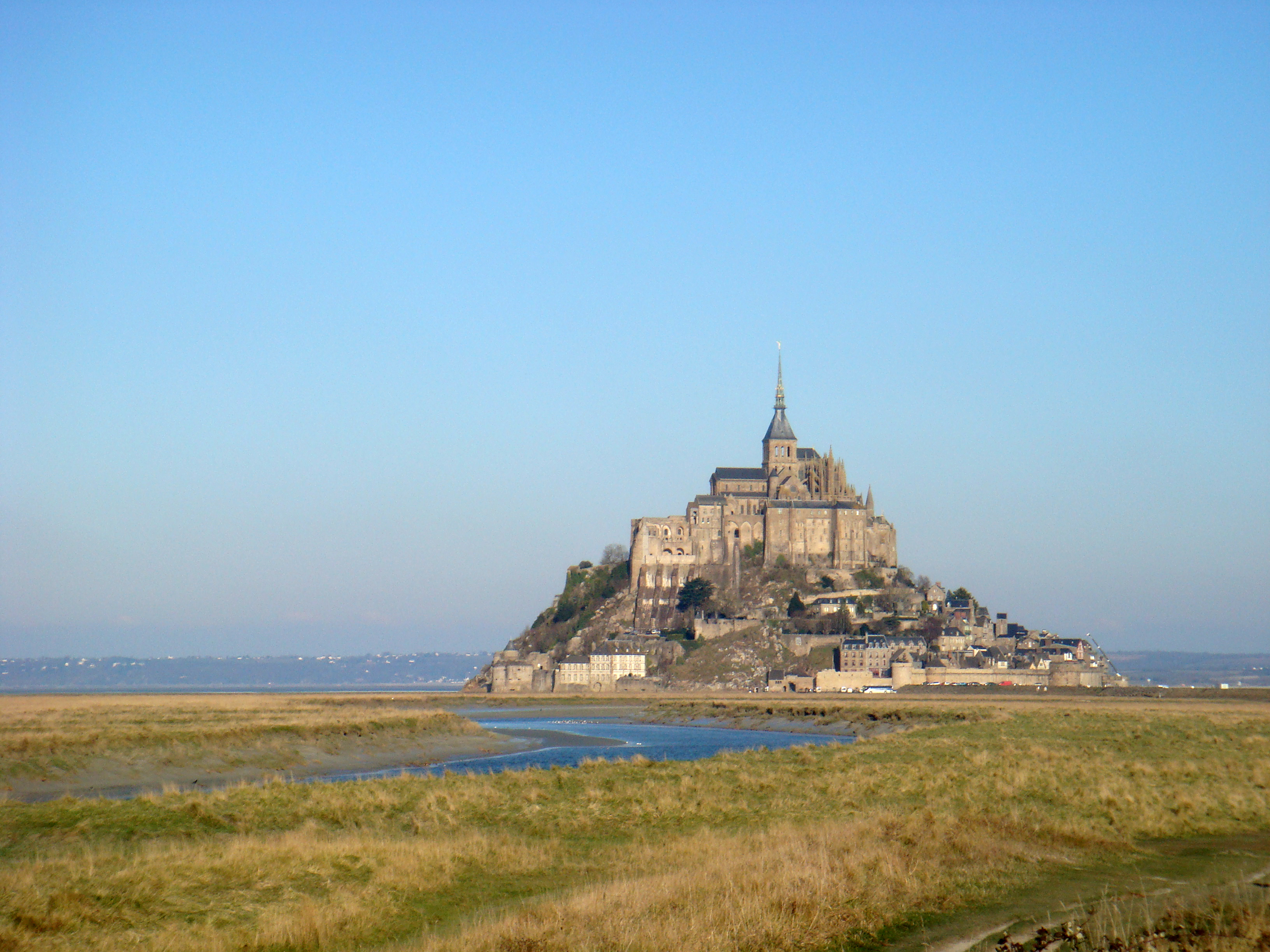
モン・サン＝ミシェル
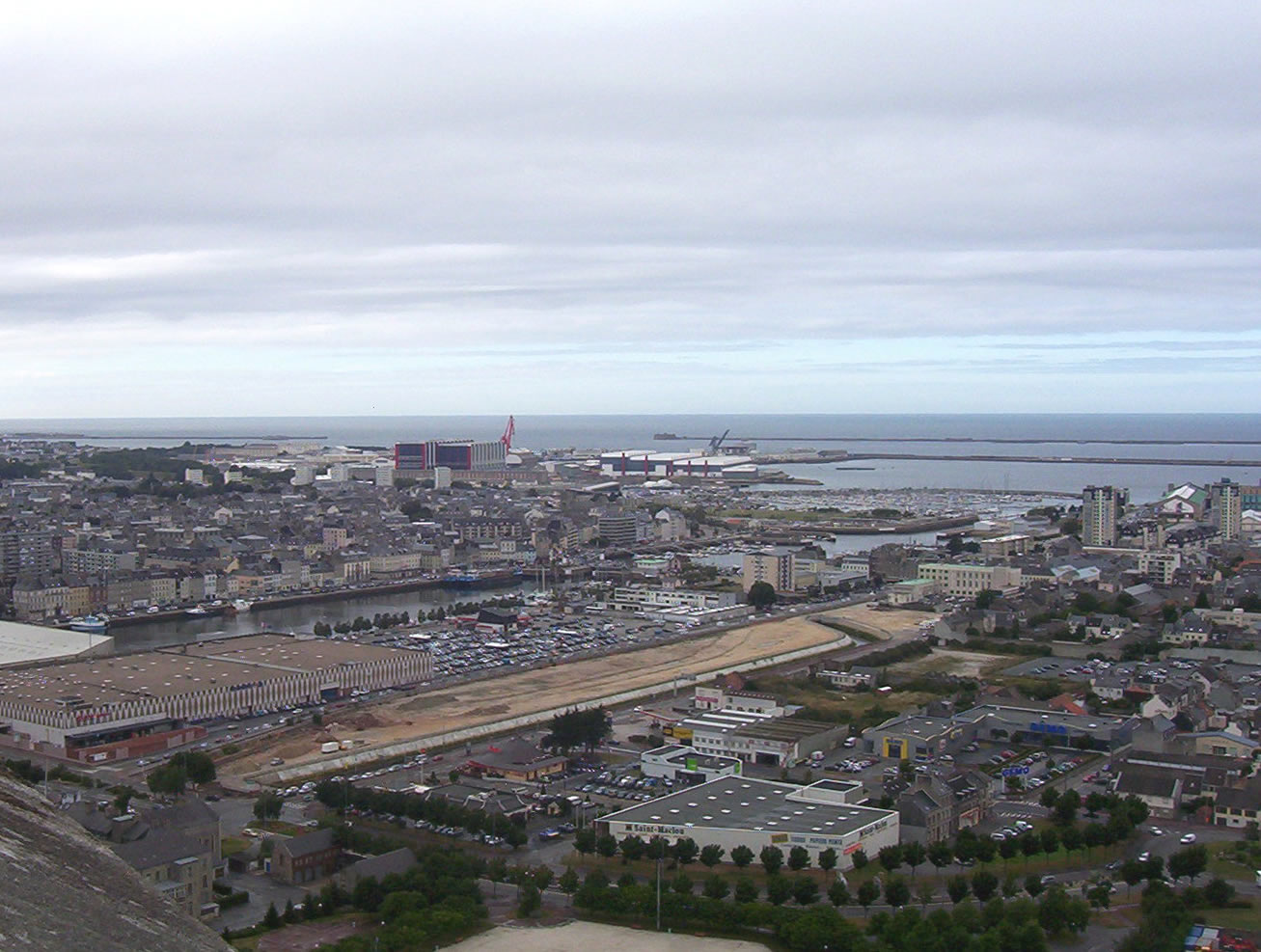
シェルブール＝オクトヴィル
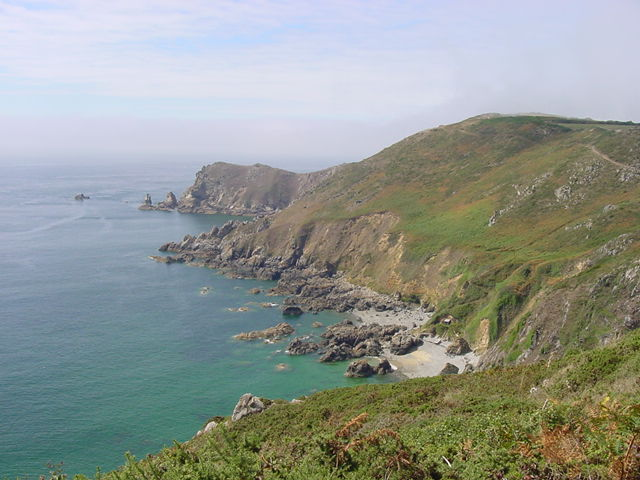
アーグ岬

## 出身者、ゆかりの人物
- アンリ・ベルクソン（哲学者、ノーベル賞受賞者） - 幼少期に居住